# Toplotna stratifikacija jezera
Toplotna stratifikacija jezera (tudi termična stratifikacija jezera) je sprememba temperature na različnih globinah v jezeru. Temperaturne spremembe od sezone do sezone ustvarijo ciklični vzorec, ki se ponavlja iz leta v leto. Do toplotne stratifikacije (plastovitosti) pride zaradi fizikalno - kemičnih vplivov. Plasti vode pa se ločijo po gostoti, temperaturi, koncentraciji kisika...

## Razslojevanje jezer v tri plasti
- epilimnion - je vrhnji sloj vode. Zanj je značilna višja pH vrednost in višja koncentracija raztopljenega kisika. V poletnih mesecih je voda topla in lahko dosega visoke temperature, pozimi pa je mrzla, pri zelo nizkih temperaturah se naredi ledena plošča.
- metalimnion - je srednji sloj vode kjer se temperatura z globino hitro znižuje (1 0C na 1m) Dejavniki ki vplivajo na globino in debelino sloja so vremenske spremembe,zemljepisna širina, okoljske razmere...Imenujemo ga tudi preskočni ali zaporni sloj (Tarman,1992)
- hipolimnion - je globinski sloj vode. Je najhladnejša plast v poletnih mesecih in toplejša plast v zimskih mesecih. V sloju hipolimniona je toplota vode okoli 4 0C  skozi celo leto.

## Mešanje jezerske vode
Temperaturne spremembe neposredno vplivajo na različne značilnosti jezera. Če je temperatura nižja voda postane gostejša in obratno,če je temperatura višja voda postane manj gosta. Največjo gostoto pa voda doseže pri 4 0C. Spomladi se površinski sloj vode segreje zaradi sončnega sevanja in temperatura vode je tako na površini kot v globini enaka. Veter omogoča kroženje in mešanje jezerske vode. Površinski sloj vode se pomeša z globinsko vodo z njo pa v globino pride tudi velika količina kisika. Mešanje vode v tem času imenujemo pomladanska cirkulacija vode. Poleti sloj epilimniona doseže največjo globino. Topla voda,obilo sončne svetlobe, hranila in pomladanska cirkulacija pa zagotavljajo idealno okolje za rast alg v zgornjem sloju. Veter meša vodo, vendar pa se topla voda površinskega sloja ne more mešati s hladno gosto vodo globinskega sloja,zaradi plasti metalimnion.Voda se meša le v vrhnjem sloju - epilimnionu. Stanje v katerm so v jezeru trije sloji vode imenujemo poletna stagnacija. V jeseni ko prihaja do hlajenja površinskih slojev vode, voda postaja vse gostejša in doseže maksimalno gostoto ko temperatura pade na 4 0C. Spodnji sloji so toplejši in imajo manjšo gostoto. Gosta površinska voda tone proti dnu, s tem pa potiska spodnja lažja in toplejša sloja na površino. Ker je temperatura vode ista v vseh plasteh pa veter temeljito premeša jezersko vodo. To je jesenska cirkulacija vode. Ko se temperature površinskega sloja vode znižajo ali celo nastane led pa nastopi zimska stagnacija. 